# Jean-Pierre Becker
Jean-Pierre Becker est un acteur français né le 5 avril 1958 à Auxerre (Yonne).

## Biographie
Acteur de théâtre, Jean-Pierre Becker a été formé au Conservatoire national supérieur d'art dramatique de Paris, de 1980 à 1983. Il a joué près d'une cinquantaine de pièces, d'auteurs classiques et contemporains : Shakespeare, Molière, Tchekhov, Goldoni, Koltès… Au cinéma, il fait partie de la « troupe d'acteurs » de Jean-Pierre Jeunet. À la télévision, il est apparu en 1982 dans le programme pour enfants Le village dans les nuages.
En 2014, à l'occasion des élections municipales, il participe à la liste d'union de la gauche sur la commune d'Avon (Seine-et-Marne).

## Filmographie

### Cinéma
- 1986 : Les Fugitifs de Francis Veber
- 1988 : Accord parfait de Arsène Floquet
- 1994 : Jeanne la Pucelle de Jacques Rivette
- 1994 : Le Fils préféré de Nicole Garcia
- 1996 : Un samedi sur la Terre de Diane Bertrand
- 1997 : Barracuda de Philippe Haïm
- 1998 : Le Voyage à Paris de Marc-Henri Dufresne
- 1999 : Les Acteurs de Bertrand Blier
- 2000 : Scènes de crime de Frédéric Schoendoerffer
- 2000 : Mortel transfert de Jean-Jacques Beineix
- 2000 : 15 août de Patrick Alessandrin
- 2001 : Le Fabuleux Destin d'Amélie Poulain de Jean-Pierre Jeunet
- 2003 : Podium de Yann Moix
- 2004 : Un long dimanche de fiançailles de Jean-Pierre Jeunet
- 2004 : Le Souffleur de Guillaume Pixie
- 2005 : La Maison de Nina de Richard Dembo
- 2005 : Papa de Maurice Barthélemy
- 2007 : Pars vite et reviens tard de Régis Wargnier
- 2007 : Nés en 68 de Olivier Ducastel
- 2009 : Julie et Julia de Nora Ephron
- 2009 : Micmacs à tire-larigot de Jean-Pierre Jeunet
- 2011 : Les Hommes libres de Ismaël Ferroukhi
- 2012 : Ce que le jour doit à la nuit d'Alexandre Arcady
- 2013 : La Grande Boucle de Laurent Tuel
- 2015 : Boomerang de François Favrat
- 2015 : Foujita de Kôhei Oguri
- 2017 : Comme des garçons de Julien Hallard
- 2021 : Big Bug de Jean-Pierre Jeunet

### Télévision
- 1991 : Imogène (épisode Vous êtes folle, Imogène)
- 1999 : Véga de Laurent Heynemann
- 1999 : Au cœur de la loi (épisode La Sentence)
- 2000 : Maigret (épisode Maigret voit double)
- 2001 : Les Cordier, juge et flic (épisode Faux-semblants)
- 2001 : Chère Marianne (épisode La sous-préfète aux champs)
- 2001 : Permission moisson de Didier Grousset
- 2001 : Le Prix de la vérité de Joël Santoni
- 2002 : À cause d'un garçon de Fabrice Cazeneuve
- 2002 : Julie Lescaut (épisode 1 saison 11, Une jeune fille en danger) de Klaus Biedermann : Luret
- 2002 : Sauveur Giordano (épisode Mauvaises graines)
- 2003 : Une femme parfaite de Bernard Uzan
- 2004 : Les Montana de Benoît d'Aubert
- 2005 : Commissaire Moulin (épisode Affaires de famille)
- 2005 : PJ (épisode Séquestration)
- 2006 : Louis la Brocante (épisode Louis, Lola et le crocodile)
- 2006 : L'État de Grace de Pascal Chaumeil
- 2006 : David Nolande de Nicolas Cuche
- 2007 : Joséphine, ange gardien (épisode Ticket gagnant)
- 2007 : Commissaire Cordier (épisode Rédemption)
- 2008 : Roue de secours de Williams Crépin
- 2008 : R.I.S Police scientifique (épisode Jugement dernier)
- 2008 : La Résistance de Félix Olivier
- 2008 : Belleville Tour de Ahmed Bouchaala
- 2009 : Un village français (épisode Le Débarquement)
- 2009 : Enquêtes réservées (épisode Alerte enlèvement)
- 2009 : Contes et nouvelles du XIXe siècle : Boubouroche de Laurent Heynemann
- 2009 : Les Tricheurs (épisode Les Témoins)
- 2009 : Sur le fil (épisodes Compte à rebours et Père et fils) de Frédéric Berthe
- 2009 : Central Nuit (épisode La Dérive)
- 2010 : Avocats et associés (épisode À la vie, à la mort)
- 2012-2013 : Plus belle la vie : Jean Rinato
- 2012 : La Loi de mon pays de Dominique Ladoge
- 2012 : Inquisitio de Nicolas Cuche et Lionel Pasquier : l'Abbé Tuillard
- 2012 : La smala s'en mêle (épisode Je vous salue maman) de Didier Grousset
- 2013 : Plus belle la vie : Jean Rinato
- 2013 : Deux flics sur les docks (épisode La nuit du naufrage)
- 2014 : Crime en Aveyron de Claude-Michel Rome
- 2014 : Section de recherches (épisode Extraterrestres)
- 2015 : Meurtres au Mont Ventoux de Thierry Peythieu
- 2015 : Joséphine, ange gardien (épisode Tous au zoo)
- 2015 : Un parfum de sang de Pierre Lacan
- 2015 : Stavisky, l'escroc du siècle de Claude-Michel Rome
- 2017 : L'Accident de Edwin Baily
- 2017 : Presque adultes (épisode Le + 1 de sa vie)
- 2024 : La Fièvre de Ziad Doueiri : Commissaire à la retraite
- 2025 : La Rebelle : Les Aventures de la jeune George Sand de Rodolphe Tissot

## Théâtre (sélection)
- 1981 : Penthésilée d'Heinrich von Kleist, mise en scène André Engel, Théâtre national de Strasbourg
- 1983 : Le Roi Victor de Louis Calaferte, mise en scène Jean-Pierre Miquel
- 1983 : Le Marchand de Venise de William Shakespeare, mise en scène Saskia Cohen-Tanugi, Théâtre Gérard Philipe
- 1984 : Les Serments indiscrets de Marivaux, mise en scène Alain Ollivier, Festival d'Avignon
- 1985 : Les Serments indiscrets de Marivaux, mise en scène Alain Ollivier, Théâtre de l'Athénée-Louis-Jouvet
- 1985 : Georges Dandin de Molière, mise en scène Bernard Habermeyer
- 1986 : Venise sauvée de Hugo von Hofmannsthal, mise en scène André Engel, Festival d'Avignon, MC93 Bobigny
- 1988 : Le Désespoir tout blanc de Clarisse Nicoïdski, mise en scène Daniel Mesguich, Théâtre Gérard Philipe
- 1991 : Le Dernier Jour d'un condamné de Victor Hugo, mise en scène Bernard Habermeyer
- 1995 : La Cagnotte d'Eugène Labiche, mise en scène Jean-Luc Lagarce, tournée
- 1997 : La Cantatrice chauve d'Eugène Ionesco, mise en scène Gabor Tompa, Théâtre de la Croix-Rousse
- 1998 : Derniers Remords avant l'oubli de Jean-Luc Lagarce, mise en scène Sophie Duprez-Thebault, Théâtre du Beauvaisis
- 2000 : Les Trois Sœurs d'Anton Tchekhov, mise en scène Jean-Claude Fall, Théâtre des Treize Vents
- 2000 : La Cantatrice chauve d'Eugène Ionesco, mise en scène Gabor Tompa, Théâtre de l'Athénée-Louis-Jouvet
- 2000 : Oncle Vania d'Anton Tchekhov, mise en scène Jean-Claude Fall
- 2001 : Le Retour au désert de Bernard-Marie Koltès, mise en scène Thierry de Peretti, Théâtre de la Bastille, Théâtre de Nice
- 2002 : Le Chemin des orangers de Pierre Dembat, mise en scène Jean-Claude Gal, Théâtre de Nîmes
- 2007 : Meurtres de la princesse juive de Armando Llamas, mise en scène Philippe Adrien, Théâtre de la Tempête
- 2008 : Lettres à l'humanité de José Pliya, mise en scène Sophie Akrich, Théâtre du Lucernaire
- 2011 : Occupe-toi du bébé de Dennis Kelly, mise en scène Olivier Werner, Théâtre national de la Colline, tournée
- 2012 : Occupe-toi du bébé de Dennis Kelly, mise en scène Olivier Werner, Comédie de Valence, Comédie de Béthune, tournée
- [Quand ?]Antigone de Sophocle, mise en scène Françoise Le Bail
- [Quand ?]Arlequin valet de deux maîtres de Goldoni, mise en scène Carlo Boso
- [Quand ?]Tartuffe de Molière, mise en scène Gabor Tompa